# Thorbastnäsite
La thorbastnäsite è un minerale appartenente al gruppo della bastnäsite.